# Демархия
В управлении страной, сортировка, также известная как отбор по лотерее, отбор по жребию, распределение, дема́рхия, демокра́тия, алеатори́ческая демокра́тия, демократи́ческая лотере́я и лотокра́тия — это отбор политических должностных лиц с помощью случайной выборки из большего числа кандидатов. Система призвана обеспечить, чтобы все компетентные и заинтересованные стороны имели равные шансы на занятие государственных должностей. Это также сводит к минимуму фракционность, поскольку не было бы смысла давать обещания завоевать ключевые избирательные округа, которые должны были быть выбраны по жребию, в то время как выборы, напротив, способствуют этому. В древней афинской демократии демархия была традиционным и основным методом назначения политических должностных лиц, и его использование рассматривалось как основная характеристика демократии.
Сегодня демархия обычно используется для отбора потенциальных доноров в системах общего права и иногда используется для информирования групп граждан, обладающих политическими консультативными полномочиями.

## История

### Древние Афины
Афинская демократия развилась в 6 веке до нашей эры из того, что тогда называлось изономией (равенство закона и политических прав). Сортировка была тогда основным способом достижения этой справедливости. Она использовалась для того, чтобы выбрать большинство из магистратов для их руководящих комитетов и для их присяжных заседателей (обычно из 501 человека). Аристотель связывает равенство и демократию:

Демократия возникла из идеи, что те, кто равен в любом отношении, равны абсолютно. Все одинаково свободны, поэтому они утверждают, что все абсолютно свободны... Следующий - это когда демократы на том основании, что все они равны, заявляют о равном участии во всем.

Это считается демократическим, когда государственные должности распределяются по жребию; и олигархическим, когда они заполняются путем выборов.

В Афинах «демократия» (буквально означающая правление народа) находилась в оппозиции к тем, кто поддерживал систему олигархии (правление немногих). Афинская демократия характеризовалась тем, что ею управляли «многие» (обычные люди), которые были назначены в комитеты, управлявшие правительством. У Фукидида Перикл подчеркивает это в своей надгробной речи: «Ею управляют многие, а не немногие; вот почему это называется демократией».

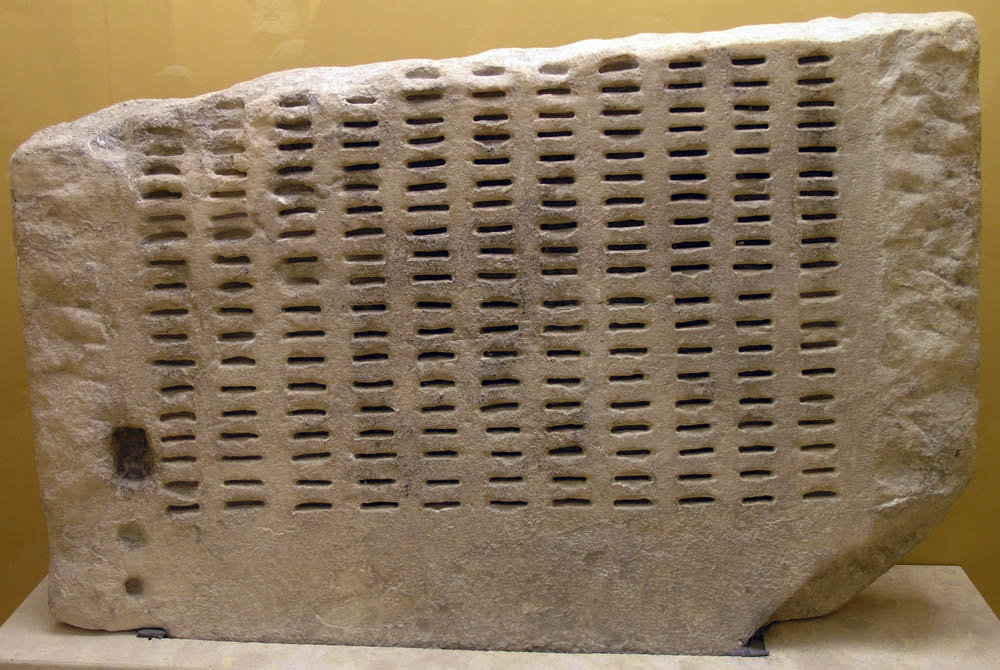
Клеротерион в музее Древней Агоры (Афины)

Афиняне считали демократическим распределение, а не выборы и использовали сложные процедуры со специально созданными распределительными машинами (kleroteria), чтобы избежать коррупционных практик, используемых олигархами, чтобы купить свой путь к власти. По словам автора Могенса Германа Хансена, гражданский суд был выше собрания, потому что назначенные члены принесли присягу, которой не давали обычные граждане в собрании, поэтому суд мог аннулировать решения собрания. Аристотель и Геродот (один из самых ранних авторов о демократии) подчеркивает отбор по жребию как испытание демократии, написав: «Правление народа имеет самое справедливое название из всех, равенство (изономия), и не делает ничего из того, что делает монарх. Жребий определяет должности, власть подотчетна, а обсуждение проводится публично».
В прошлом ученые утверждали, что сортировка уходит корнями в использование случая для предсказания воли богов, но эта точка зрения больше не распространена среди ученых. В древнегреческой мифологии Зевс, Посейдон и Аид использовали сортировку, чтобы определить, кто правит в каком домене. Зевсу досталось небо, Посейдону — море, а Аиду — подземный мир.
В Афинах, чтобы иметь право быть выбранными по жребию, граждане самостоятельно выбирали себя в доступный пул, а затем проводили лотереи в автоматах kleroteria. Магистратуры, назначаемые по жребию, как правило, имели срок службы в один год. Гражданин не мог занимать какую-либо конкретную должность более одного раза в своей жизни, но мог занимать другие должности. Все граждане мужского пола старше 30 лет, которые не были лишены избирательных прав (atimia), имели право на участие. Те, кто был выбран по жребию, прошли проверку, называемую докимасией, чтобы избежать некомпетентных чиновников. Редко отбирались избранные граждане. Магистраты, как только они были назначены, подвергались постоянному контролю со стороны Ассамблеи. Магистраты, назначаемые по жребию, должны были отчитываться о своем пребывании в должности после отпуска, называемого евтинай. Однако любой гражданин может потребовать отстранения магистрата от должности по уважительной причине.

### Ломбардия и Венеция — с 12 по 18 век
Бравия использовалась в городах-государствах Ломбардии в 12-13 веках и в Венеции до конца 18 века. Мужчины, которые были выбраны случайным образом, давали клятву, что они не действовали подкупом, а затем они избрали членов совета. Право голоса и кандидатуры, вероятно, включали владельцев недвижимости, советников, членов гильдий и, возможно, иногда ремесленников. Дож Венеции был определён в результате сложного процесса выдвижения кандидатур, голосования и сортировки.
Жребий использовался в венецианской системе только для того, чтобы отбирать членов комитетов, которые служили для выдвижения кандидатов в Большой совет. В этом многоступенчатом процессе использовалась комбинация выборов и жеребьевки. Жребий использовался не только для выбора магистратов, в отличие от Флоренции и Афин. Использование жребия для отбора кандидатов усложнило политическим сектам власть и препятствовало проведению предвыборной кампании. Уменьшая интриги и силовые ходы внутри Большого совета, лот поддерживал сплоченность среди венецианской знати, способствуя стабильности этой республики. Высшие магистратуры, как правило, все ещё оставались под контролем элитных семей.

### Флоренция — 14-й и 15-й века
Тщательный контроль использовался во Флоренции более века, начиная с 1328 года. Выдвижение кандидатур и совместное голосование создали пул кандидатов из разных районов города. Имена этих людей были помещены в мешок, и розыгрыш лотереи определил, кто станет мировым судьей. Контроль постепенно был открыт для мелких гильдий, достигнув наибольшего уровня участия граждан эпохи Возрождения в 1378—1382 годах.
Во Флоренции жребий использовался для выбора магистратов и членов синьории в республиканские периоды. Флоренция использовала комбинацию жребия и контроля со стороны народа, предусмотренную указами 1328 года. В 1494 году Флоренция основала Большой совет по образцу Венеции. После этого кандидаты были выбраны по жребию из числа членов Большого совета, что указывало на упадок аристократической власти.

### Просвещение
В эпоху Просвещения многие политические идеалы, первоначально отстаивавшиеся демократическими городами-государствами Древней Греции, были пересмотрены. Использование сортировки как средства отбора членов правительства, однако, не было сильно поддержано многими наиболее выдающимися мыслителями эпохи Просвещения. Фактически, в тех немногих случаях, когда сортировка обсуждается в литературе эпохи Просвещения, к ней обычно относятся пренебрежительно; даже те философы эпохи Просвещения, которые действительно затрагивают тему сортировки и признают некоторые её достоинства, склонны в конечном счете отвергать её как избирательный метод.
Монтескьё, например, чей классический труд «Дух законов» часто цитируется в поддержку разделения, представляет собой одно из самых прямых обсуждений этой концепции в политической литературе эпохи Просвещения. «Избирательное право по жребию, — утверждает он, — естественно для демократии, как и право выбора для аристократии». Делая это заявление о демократической природе сортировки, Монтескьё перекликается с философией гораздо более ранних мыслителей, таких как Аристотель, который также рассматривал выборы как аристократические. Однако Монтескьё отвергает использование сортировки без особого дальнейшего рассмотрения. «Однако, поскольку этот метод сам по себе несовершенен, — продолжает он, — самые выдающиеся законодатели пытались регулировать и вносить в него поправки». Другие авторы, такие как Руссо и Харрингтон, также признают связь между сортировкой и демократией, хотя они также демонстрируют нежелание принимать её в качестве основы правления.
Бернар Манин, французский политический теоретик, указывает на удивительную природу упадка сортировки в эпоху Просвещения в своей книге «Принципы представительного правления». «Что действительно удивительно, — говорит он, — в свете республиканской традиции и порожденных ею теоретизирований, так это полное отсутствие дебатов в первые годы существования представительного правительства об использовании жребия при распределении власти». Существует несколько возможных объяснений того, какие силы вызвали эту продемонстрированную незаинтересованность в использовании сортировки в современном правительстве. Первое потенциальное объяснение, которое предлагает Управление, заключается в том, что выбор правителей по жребию, возможно, считался непрактичным в таком крупном масштабе, как современное государство. Второе возможное объяснение заключается в том, что это считалось несовместимым с представлениями эпохи Просвещения о политическом согласии.

### Швейцария
Поскольку финансовая выгода могла быть достигнута благодаря должности мэра, в некоторых частях Швейцарии в период с 1640 по 1837 год для предотвращения коррупции использовался случайный отбор.

### Индия
Местные органы власти в некоторых частях штата Тамилнад, таких как деревня Уттирамерур, традиционно использовали систему, известную как кудай-олай, где имена кандидатов в деревенский комитет были написаны на пальмовых листьях, положены в горшок и вытащены ребёнком.

## Методы

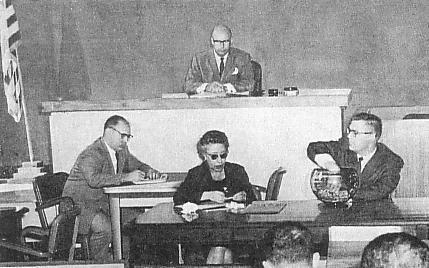
Окружной суд США выбирает присяжных по принципу сортировки

Прежде чем можно будет произвести случайный отбор, необходимо определить пул кандидатов. Системы различаются в зависимости от того, отбираются ли они из числа подходящих добровольцев, из числа тех, кто прошёл отбор по образованию, опыту или проходной балл по тесту, или отбираются путем голосования теми, кто был выбран в ходе предыдущего раунда случайного отбора, или из числа членов или населения в целом. Можно использовать многоступенчатый процесс, в котором случайный отбор чередуется с другими методами отбора, как в венецианской системе.
Один надежный, общий, общедоступный метод распределения, используемый с 1997 года, задокументирован в RFC 3797: Случайный выбор Комитета по назначениям, подлежащий публичной проверке. С его помощью заранее выбирается несколько конкретных источников случайных чисел (например, лотереи) и определяется алгоритм выбора победителей на основе этих случайных чисел. Когда станут доступны случайные числа, любой желающий сможет вычислить победителей.
Дэвид Чаум, пионер в области компьютерных наук и криптографии, предложил выборы со случайной выборкой в 2012 году. Благодаря недавним достижениям в области компьютерных наук теперь стало возможным выбрать случайную выборку избирателей, имеющих право голоса, достоверным способом и предоставить им возможность изучать и принимать решения по вопросам государственной политики. Это может быть сделано в высшей степени прозрачным способом, который позволяет любому проверить честность выборов, при этом необязательно сохраняя анонимность избирателей. Аналогичный подход был впервые предложен Джеймсом Фишкиным, директором Центра совещательной демократии в Стэнфорде, для принятия юридически обязательных решений в Греции, Китае и других странах.
В Древней Греции Клеротерион использовался для отбора подходящих и желающих служить присяжными граждан. Это укрепило первоначальную афинскую систему демократии, получив новых и отличающихся друг от друга членов жюри от каждого племени, чтобы избежать коррупции.

## Применения в современности
Сортировка чаще всего используется для формирования собраний граждан. Например, совет Ванкувера инициировал ассамблею граждан, которая собиралась в 2014-15 годах с целью оказания помощи в городском планировании.
Сортировка обычно используется при отборе присяжных в англосаксонских правовых системах и в небольших группах (например, выбор школьного классного руководителя путем жеребьевки). При принятии государственных решений отдельные лица часто определяются путем распределения, если другие формы отбора, такие как выборы, не дают результата. Примерами могут служить определённые парламентские выборы и определённые голоса в парламенте Великобритании. Некоторые современные мыслители выступают за более широкое использование отбора по жребию в современных политических системах, например, реформа британской палаты лордов и предложения во время принятия действующей Конституции Ирака.
Сортировка также используется при призыве на военную службу, как один из методов получения грин-карт США, и при устройстве учащихся в некоторые школы.

### Демократическое управление неправительственными организациями
Сортировка также потенциально может помочь крупным ассоциациям управлять собой демократическим путем без использования выборов. Кооперативы, предприятия, принадлежащие сотрудникам, жилищные ассоциации, интернет-платформы, студенческие самоуправления и бесчисленное множество других крупных членских организаций, члены которых, как правило, не знают многих других членов, но стремятся управлять своей организацией демократическим путем, часто сталкиваются с проблемой выборов. Основные руководящие решения принимаются в процессе выдвижения кандидатур, часто создавая самосохраняющийся совет директоров, комитет по назначениям которого выбирает своих преемников. Случайный отбор репрезентативной выборки членов для формирования комиссии по назначениям — это одна из процедур, которая была предложена для сохранения основного контроля в руках рядовых членов и предотвращения коррупции внутри правления.

### Примеры
- В некоторых странах, таких как Соединённые Штаты и Соединённое Королевство, присяжные заседатели формируются путем сортировки.
- Собрания граждан использовались для предоставления информации директивным органам. В 2004 году случайно выбранная группа граждан Британской Колумбии собралась, чтобы предложить новую избирательную систему. Это собрание граждан по избирательной реформе было повторено три года спустя в собрании граждан Онтарио. Однако ни одна из рекомендаций ассамблеи не достигла требуемых пороговых значений для выполнения на последующих референдумах.
- Канадская компания MASS LBP, вдохновленная работой Гражданских ассамблей по избирательной реформе, стала пионером в использовании справочных панелей граждан для решения целого ряда политических вопросов для клиентов государственного сектора. Справочные панели используют гражданские лотереи, современную форму сортировки, для случайного отбора граждан-представителей из широкой общественности.
- Международная организация Democracy In Practice, занимающаяся демократическими инновациями, экспериментами и наращиванием потенциала, внедрила сортировку в школах Боливии, заменив выборы в органы студенческого самоуправления лотереями.[26]
- Датские конференции по консенсусу дают обычным гражданам возможность заявить о себе в дебатах по вопросам государственной политики. Отбор граждан не является абсолютно случайным, но все же стремится быть репрезентативным.
- Конституционный съезд Южной Австралии представлял собой совещательный опрос общественного мнения, созданный для рассмотрения изменений в конституции штата.
- Частные организации также могут использовать сортировку. Например, план здравоохранения Самаритянского министерства иногда использует комиссию из 13 случайно выбранных членов для разрешения споров, что иногда приводит к изменениям политики.[27]
- Амиши используют сортировку, применяемую к списку кандидатов, когда они выбирают своих лидеров сообщества. В ходе этого процесса официальные члены сообщества каждый регистрируют одну частную номинацию, и кандидаты с минимальным порогом номинаций затем выставляются для последующего случайного отбора.[28]
- Обзор гражданских инициатив в Healthy Democracy использует основанную на сортировке группу граждан-избирателей для обзора и комментариев по мерам инициативы голосования в Соединённых Штатах. В процессе отбора используются методы случайной и стратифицированной выборки для создания репрезентативной группы из 24 человек, которая проводит обсуждение с целью оценки рассматриваемого показателя.[29]
- Экологическая группа Extinction Rebellion ставит одной из своих целей создание собрания граждан, наделенного законодательной властью для принятия решений о климате и экологической справедливости.
- После выборов в Законодательное собрание Мегхалаи 1978 года из-за разногласий между партиями правящей коалиции должность главного министра была выбрана путем жеребьевки.[30]
- В 2015 году город Утрехт случайным образом пригласил 10 000 жителей, из которых 900 откликнулись и 165 в конечном итоге были выбраны, принять участие в разработке своего плана по энергетике и климату на 2016 год.[31][32]
- В 2019 году немецкоязычный регион Остбельджен в Бельгии внедрил модель Остбельджен, состоящую из Гражданского совета из 24 членов, который созывает краткосрочные собрания граждан для предоставления необязательных рекомендаций своему парламенту.[33] Позже в том же году как основной, так и франкоязычный парламенты Брюссельского столичного региона проголосовали за разрешение создания смешанных парламентских комитетов, состоящих из парламентариев и случайно выбранных граждан, для разработки рекомендаций по данному вопросу.[34]
- В 2013 году Новозеландский совет по исследованиям в области здравоохранения начал распределять финансирование случайным образом между кандидатами, считающимися одинаково квалифицированными.[35]

## Политические предложения для сортировки

### В рамках переработки государственного аппарата
- Джон Бернхайм в своей книге «Возможна ли демократия?» описывает политическую систему, в которой множество небольших «гражданских присяжных» будут обсуждать и принимать решения о государственной политике. Его предложение включает в себя роспуск государства и бюрократии. Термин демархия, который он использует, был придуман Фридрихом Хайеком для другого предложения,[36] не имеет отношения к сортировке и в настоящее время иногда используется для обозначения любой политической системы, в которой сортировка играет центральную роль.[37]
- Под влиянием Бернхайма экономисты-марксисты Аллин Коттрелл и Пол Кокшотт предлагают, чтобы избежать формирования новой социальной элиты в посткапиталистическом обществе, «различные органы государственной власти контролировались бы гражданскими комитетами, выбранными по жребию» или частично выбранными по жребию.[38]
- Л. Леон ввел слово «лотократия» для обозначения процедуры сортировки, которая несколько отличается от демархии Бернхайма. В то время как «Бернхайм… настаивает на том, чтобы случайный отбор производился только из добровольцев»,[39] Леон утверждает, «что, прежде всего, работа не должна нравиться».[40] Кристофер Фрей использует немецкий термин «Лот» для обозначения крати и рекомендует протестировать лотократию в городских советах. Лотократия, по словам Фрея, улучшит непосредственное участие каждого гражданина и сведет к минимуму систематические ошибки, вызванные политическими партиями в Европе.[41]
- Писатель-анархо-капиталист Терри Халси подробно описал 28-ю поправку к Конституции США, предусматривающую рандомизацию выборов конгрессменов и сенаторов, а косвенно и президента Соединённых Штатов. Ключом к его успеху, по его мнению, является то, что критический отбор первоначального пула кандидатов остается строго за штатами, чтобы избежать судебных разбирательств по поводу «справедливости» или совершенной случайности.[42]

### Замена выборных законодательных органов

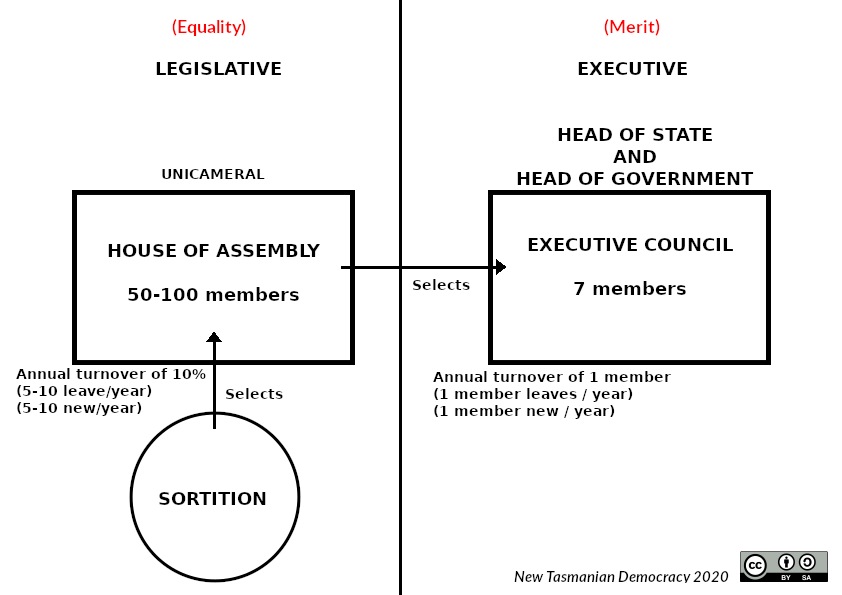
Предлагаемые изменения в законодательном органе Парламента Тасмании: единый законодательный орган из 50-100 человек выбирается случайным образом из населения и принимает законы. Одной из их обязанностей является отбор семи членов исполнительного совета

- В эссе К. Л. Р. Джеймса 1956 года «Каждый повар может управлять» предлагалось выбрать путем сортировки крупный законодательный орган (такой как Конгресс США) из числа взрослого населения в целом.[43]
- Эрнест Калленбах и Майкл Филлипс настаивают на случайном выборе Палаты представителей США в своей книге «Гражданский законодательный орган» (1985). Они утверждают, что эта схема обеспечит справедливое представительство людей и их интересов, устранит многие формы поведения в реальной политике и уменьшит влияние денег и связанной с ними коррупции, что приведет к улучшению законодательства.[44]
- Этьен Шуар, французский политический активист, предлагает заменить выборы сортировкой.[45][46]
- Терри Бурисиус, бывший законодатель штата Вермонт и политолог, в статье в журнале за 2013 год предлагает, как демократия могла бы лучше функционировать без выборов, используя множество случайно выбранных органов, каждый из которых играет определённую роль.[47]
- В 2015 году Грэм Кирби предложил использовать сортировку для реформирования Палаты лордов Великобритании в журнале Disclaimer magazine.[48]
- В своей предвыборной программе на президентских выборах 2017 года французский политик Жан-Люк Меланшон из La France Insoumise выдвинул предложение о создании шестой республики.[49] Верхняя палата этой республики будет сформирована путем общенационального голосования. Кроме того, учредительное собрание для создания этой республики будет состоять из 50 % своих членов, избранных таким образом, а остальные будут избраны.[50]

### Выбирать присяжных заседателей законодательного органа
- Саймон Трелкельд в статье журнала 1998 года «План демократического законотворчества: предоставьте гражданам-присяжным последнее слово»[51] и более поздние статьи, предлагают, чтобы законы принимались законодательными присяжными заседателями, а не избранными политиками или референдумами.[52] Существующие законодательные органы продолжали бы существовать и могли бы предлагать законы законодательным коллегиям присяжных, но больше не смогли бы принимать законы. Граждане, группы общественных интересов и другие лица также смогут предлагать законы присяжным заседателям законодательных органов.

### Определиться с франшизой
- Саймон Трелкельд в статье журнала 1997 года «Демократизация государственных институтов: жюри для отбора государственных должностных лиц»[53] и более поздние статьи, предлагает, чтобы широкий круг государственных должностных лиц выбирался случайно отобранными присяжными, а не политиками или всенародными выборами.[52] Как и в случае с «избирательным правом по выборке», государственные должностные лица выбираются случайной выборкой населения из соответствующего географического района, например, губернатор штата выбирается случайной выборкой граждан из этого штата.
- «Избирательное право по предварительной выборке» использует сортировку для выбора коллегии выборщиков для каждого избирательного округа.[54]

### Дополнить или заменить некоторых законодателей
- «Случайно выбранные политики: как случайно выбранные законодатели могут повысить эффективность парламента»: показывает, как введение переменного процента случайно выбранных независимых законодателей в парламенте может повысить глобальную эффективность законодательной власти как с точки зрения количества принятых законов, так и среднего полученного социального обеспечения (эта работа соответствует недавнее открытие, что принятие случайных стратегий может повысить эффективность иерархических организаций «Пересмотр принципа Питера: вычислительное исследование»).
- Политолог Роберт А. Даль в своей книге «Демократия и ее критики» (стр. 340) предполагает, что развитое демократическое государство могло бы формировать группы, которые он называет минипопулями. Каждая группа состояла бы «возможно, из тысячи граждан, случайно выбранных из всей демонстрации», и либо определяла бы повестку дня вопросов, либо занималась бы конкретной крупной проблемой. Он будет «проводить слушания, заказывать исследования и участвовать в дебатах и дискуссиях». Даль предлагает использовать минипопули в качестве дополнения, а не замены законодательных органов.
- Палата общин в Канаде[55] и Соединённом Королевстве[56] могли бы нанять случайно выбранных законодателей.
- Соотношение числа законодателей, избранных на выборах, к числу тех, кого определила лотерея, напрямую связано с процентом явки избирателей. Каждый открепительный избиратель выбирает сортировку, так, например, при 60 % явке избирателей случайным образом выбирается ряд законодателей, которые составляют 40 % от общего состава парламента. Каждые выборы одновременно являются референдумом по избирательному и лотерейному представительству.[57]
- Ученые-политологи Кристоф Хоуман Эллерсгаард, Антон Грау Ларсен и Андреас Меллер Малвад из Копенгагенской школы бизнеса предлагают дополнить датский парламент, Фолькетинг, ещё одной палатой, состоящей из 300 случайно выбранных датских граждан, для борьбы с элитизмом и карьерными политиками в своей книге «Tæm Eliten» («Укроти элиту»).[58]

### Заменить назначенную верхнюю палату
- Верхняя палата парламента может быть выбрана путем сортировки. Энтони Барнетт, Питер Карти и Энтони Таффин предложили это Королевской комиссии по реформе Палаты лордов в Великобритании в 1999 году.[59]

## Преимущества

### Лучшее представительство населения
Современный сторонник демархии, политолог Джон Бернхайм, приводит аргументы в пользу систем сортировки следующим образом:

Пусть соглашение о том, что является нашим общим, будет заключаться в том, что мы примем решение группы людей, которые хорошо осведомлены о вопросе, хорошо мотивированы, чтобы найти как можно более хорошее решение и представляют наш круг интересов просто потому, что они статистически представляют нас как группу. Если эта группа затем несет ответственность за выполнение того, что она решает, проблема контроля процесса "исполнения" в значительной степени исчезает.
Это преимущество не распространяется в равной степени на использование присяжных заседателей.

### Более высокая эффективность
Магнус Виндинг в своей книге «Аргументированная политика» утверждает, что одним из главных преимуществ сортировки является её сравнительная эффективность: во-первых, по мнению автора, сортировка «может позволить лицам, принимающим политические решения, сосредоточиться на изучении и принятии решений по соответствующим вопросам, а не беспокоиться о том, чтобы посылать правильные сигналы для оптимизации своих предвыборных перспектив.» И, во-вторых, «ресурсы, выделяемые на цели с нулевой суммой, такие как избирательные кампании и лобби, которые финансируют оппозиционных политиков, могли бы вместо этого быть направлены на усилия с положительной суммой».

### Присутствует большее когнитивное разнообразие
Когнитивное разнообразие — это объединение различных способов видения мира и интерпретации событий в нём, где разнообразие точек зрения и эвристик побуждает людей создавать разные решения одних и тех же проблем. Когнитивное разнообразие — это не то же самое, что гендерное, этническое, ценностное или возрастное разнообразие, хотя они часто положительно коррелируют. По мнению многочисленных ученых, таких как Пейдж и Ландемор, когнитивное разнообразие более важно для создания успешных идей, чем средний уровень способностей группы. Эта «теорема о том, что разнообразие превосходит способности» это важно для того, почему сортировка является жизнеспособным демократическим вариантом. Проще говоря, случайный отбор людей со средним интеллектом работает лучше, чем набор лучших индивидуальных решателей проблем.

### Справедливее
Распределение по своей сути эгалитарно в том смысле, что оно гарантирует всем гражданам равные шансы на вступление в должность независимо от каких-либо предубеждений в обществе:

По сравнению с системой голосования – даже такой, которая открыта для всех граждан, – общегражданская лотерейная схема для получения государственных должностей снижает порог для получения должности. Это происходит потому, что обычным гражданам не приходится конкурировать с более могущественными или влиятельными противниками, чтобы занять должность, и потому, что процедура отбора не благоприятствует тем, у кого уже есть преимущества или связи - как это неизменно происходит при избрании по предпочтению.
Случайный отбор способен преодолеть различные демографические предубеждения в отношении расы, религии, пола и т. д., проявляющиеся в большинстве законодательных собраний. Большей воспринимаемой справедливости можно добиться, используя стратифицированную выборку. Например, Ассамблея граждан по избирательной реформе в Британской Колумбии отобрала по одной женщине и одному мужчине от каждого избирательного округа, а также обеспечила представительство представителей коренных народов. Предвзятость все ещё может существовать, если определённые группы целенаправленно исключаются из лотереи, как это произошло в Древних Афинах, где женщины, рабы, молодые мужчины и иностранцы не имели права участвовать.

### Демократичнее
Греческие писатели, упоминающие демократию (включая Аристотеля, Платона и Геродота) подчеркивают роль отбора по жребию или прямо заявляют, что распределение более демократично, чем выборы. Например, Платон говорит:

Демократия возникает после того, как бедняки одерживают победу над своими противниками, одних из которых они убивают, а других изгоняют, затем они поровну делят с остальным населением политические должности и бремя; и при этом режиме государственные должности обычно распределяются по жребию.

### Противодействует коррупции
Сортировка может быть менее коррумпированной, чем голосование. Автор Джеймс Уиклифф Хедлам объясняет, что Афинский совет (500 администраторов, выбранных случайным образом) время от времени совершал ошибки, такие как взимание слишком высоких налогов. Кроме того, время от времени некоторые члены совета ненадлежащим образом зарабатывали небольшие суммы денег на своей гражданской позиции. Однако «систематическое притеснение и организованное мошенничество были невозможны». Эти греки признавали, что сортировка разбивала фракции, ослабляла власть и давала должности такому большому количеству разрозненных людей, что все они следили друг за другом, что делало сговор довольно редким. Более того, власть не обязательно досталась тем, кто хотел её и строил для этого козни. Афиняне использовали сложную машину, клеротерион, для распределения офицеров. Хедлам также объясняет, что «афиняне не испытывали недоверия к жребию, но рассматривали его как самый естественный и простой способ назначения».
Подобно афинским демократам, критики избирательной политики в 21 веке утверждают, что процесс выборов путем голосования подвержен манипуляциям со стороны денег и других могущественных сил, и поскольку выборы в законодательные органы дают власть нескольким влиятельным группам, они считаются менее демократической системой, чем отбор по жребию из числа население.

### Расширяет права и возможности обычных людей
Неотъемлемой проблемой избирательной политики является чрезмерная представленность политически активных групп в обществе, которые, как правило, являются теми, кто присоединяется к политическим партиям. Например, в 2000 году менее 2 % населения Великобритании принадлежала к политической партии, в то время как в 2005 году насчитывалось в лучшем случае только 3 независимых депутата (см. Список избранных малых партий Великобритании и независимых депутатов), так что 99,5 % всех депутатов Великобритании принадлежали к политической партии.
Additionally, participants grow in competence by contributing to deliberation. Citizens are more significantly empowered by being a part of decision-making that concerns them. Most societies have some type of citizenship education, but sortition-based committees allow ordinary people to develop their own democratic capacities through participation.

### Способствует меньшей политической поляризации
Избранные представители обычно полагаются на политические партии, чтобы получить и удержать должность. Это означает, что они часто чувствуют первостепенную лояльность к партии и будут голосовать вопреки совести, чтобы поддержать позицию партии. Представители, назначенные путем сортировки, никому ничего не должны за свою должность.
Сортировка могла бы также уменьшить политическую поляризацию, устранив некоторые из её источников, таких как избирательные кампании и лобби. В более широком культурном контексте средства массовой информации потенциально были бы менее сосредоточены на представлении политики как игры с нулевой суммой за голоса между политиками или политическими партиями, что также могло бы привести к меньшей политической поляризации.

### Статистические свойства
Репрезентативность и статистические свойства таких институтов, как советы (комитеты), магистраты (кабинеты) и присяжные заседатели, выбранные по жребию, были математически проверены Андраником Тангяном, который подтвердил обоснованность этого метода назначения.

## Недостатки

### Некомпетентность
Наиболее распространенный аргумент против чистого распределения (то есть без предварительного отбора подходящей группы) заключается в том, что при этом не учитываются навыки или опыт, которые могут потребоваться для эффективного выполнения конкретных должностей, подлежащих заполнению. Если бы такая должность требовала определённого набора навыков, сортировка не обязательно могла бы гарантировать выбор человека, чьи навыки соответствовали требованиям, предъявляемым к занимаемой должности, если только группа, из которой выбирается кандидат, сама не состояла полностью из достаточно специализированных лиц. Вот почему сортировка не использовалась для отбора военачальников (стратегов) в древних Афинах.
Напротив, системы выборов или назначений в идеале ограничивают эту проблему, поощряя подбор квалифицированных специалистов для работы, для которой они подходят.
Согласно Ксенофонту (Памятная книга I, 2.9), этот классический аргумент был предложен Сократом:

[Сократ] учил своих товарищей презирать установленные законы, настаивая на глупости назначения государственных чиновников по жребию, когда никто не выбрал бы лоцмана, строителя или флейтиста по жребию, или любого другого ремесленника для работы, в которой ошибки гораздо менее катастрофичны, чем ошибки в управлении государством.
Тот же аргумент выдвигает Эдмунд Берк в своем эссе «Размышления о революции во Франции» (1790).:

Для правления нет никаких требований, кроме добродетели и мудрости, действительных или предполагаемых. [...] Все должно быть открыто, но не безразлично, для каждого человека. Никакая ротация; никакое назначение по жребию; никакой режим выборов, действующий в духе сортировки или ротации, в целом не может быть хорошим в правительстве, разбирающемся в обширных объектах. Потому что у них нет склонности, прямой или косвенной, выбирать мужчину с учетом долга или приспосабливать одно к другому.

### Недостоверное представительство
В случае, если демографическая стратификация не проводится строго, всегда существует статистическая вероятность того, что сортировка может привести к власти человека или группу, которые не отражают взгляды населения, из которого они были взяты. Этот аргумент упоминается Исократом в его сочинении «Ареопагитика» (раздел 23).:

[Считалось], что этот способ назначения магистратов [т.е. выборы] также был более демократичным, чем жеребьевка, поскольку в соответствии с планом выборов по жребию вопрос решал случай, и сторонники олигархии часто получали должности; тогда как в соответствии с планом отбора наиболее достойных людей, в руках народа была бы власть выбирать тех, кто больше всего привязан к существующей конституции.<ссылка>Исократ. "Ареопагитика" (раздел 23)
Этот аргумент применим к присяжным, но в меньшей степени к более крупным группам, где вероятность, например, подавляющего большинства статистически незначительна. Современные процессы отбора присяжных заседателей и права возражать против конкретных присяжных заседателей и исключать их как истцом, так и защитой используются для потенциального уменьшения вероятности того, что присяжные не будут представлять сообщество или будут предвзяты по отношению к той или иной стороне. Таким образом, сегодня даже присяжные в большинстве юрисдикций в конечном счете не выбираются путем чистого отбора.

### Нелегитимность
Те, кто рассматривает голосование как выражение «согласия управляемых», утверждают, что голосование способно придать легитимность выбору. Согласно этой точке зрения, выборные должностные лица могут действовать с большими полномочиями, чем при случайном выборе. Не имея народного мандата, на который можно было бы опереться, случайно выбранные политики теряют моральную основу, на которой основывался их авторитет, и открыты для обвинений в нелегитимности.
Поскольку статистически маловероятно, что данный индивид будет участвовать в работе совещательного органа, сортировка создает две группы людей: несколько случайно выбранных политиков и массы. Определить источник легитимности сортировки оказалось непросто. В результате сторонники сортировки предложили ограничить случаи использования сортировки выполнением функций консультативных органов или органов, определяющих политическую повестку дня.

### Отсутствие энтузиазма
В выборной системе представители в определённой степени избираются сами по своему энтузиазму по отношению к работе. При системе чистого, универсального отбора индивидуумы отбираются не за их энтузиазм. Многие избирательные системы возлагают на избранных роль представителя своих избирателей; это сложная работа со значительной рабочей нагрузкой. Избранные представители предпочитают брать на себя любую дополнительную нагрузку; избиратели также могут выбрать тех представителей, которые наиболее охотно возьмут на себя бремя, связанное с тем, чтобы быть представителем. Лица, выбранные случайным образом из широкого круга граждан, не проявляют особого энтузиазма по поводу своей роли и, следовательно, не могут быть хорошими защитниками избирателей.

### Безответственность
В отличие от выборов, где члены избранного органа могут баллотироваться на переизбрание, сортировка не предлагает механизма, с помощью которого население выражает удовлетворение или недовольство отдельными членами выделенного органа. Таким образом, при сортировке не существует формального механизма обратной связи или подотчетности за работу должностных лиц, кроме закона.